# Švarn
Švarn (ukrajinsky Шварно Данилович, litevsky Švarn, při křtu přijal jméno Jan; cca 1230 – cca 1269) byl kníže západních částí Haličska (1264 – cca 1269) a litevský velkokníže (1267 – cca 1269). Zapojil se do vnitřních bojů o moc v sousedním Litevském velkoknížectví.
Jeho otcem byl haličský kníže Daniel Romanovič. V roce 1264 Daniel zemřel a Švarn zdědil Chełm. Pomohl Vaišelgovi svrhnout Trianeta a za odměnu obdržel Novogrodek. V roce 1267 se stal litevským velkoknížetem. V roce 1269 byl svržen Traidenisem.